# Quai Saint-Exupéry
Pour les articles homonymes, voir Saint-Exupéry (homonymie).
Le quai Saint-Exupéry est un quai situé le long de la Seine, à Paris, dans le 16e arrondissement.

## Situation et accès
Le quai Saint-Exupéry commence au croisement du boulevard Murat et du quai Louis-Blériot. Il se termine au croisement de l'avenue Le-Jour-se-lève et du Quai du Point-du-Jour à Boulogne-Billancourt.
Côté Nord, le quai Saint-Exupéry est poursuivi le long de la Seine par le quai Louis-Blériot.
Le quai est la seule voie comportant un panneau stop dans tout Paris.

## Origine du nom

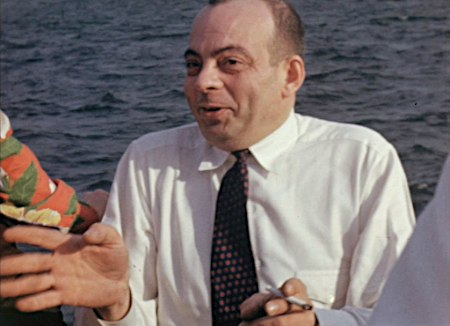
Antoine de Saint-Exupéry.

Cette voie porte le nom d’Antoine de Saint-Exupéry (1900-1944), écrivain, poète et aviateur français.

## Historique

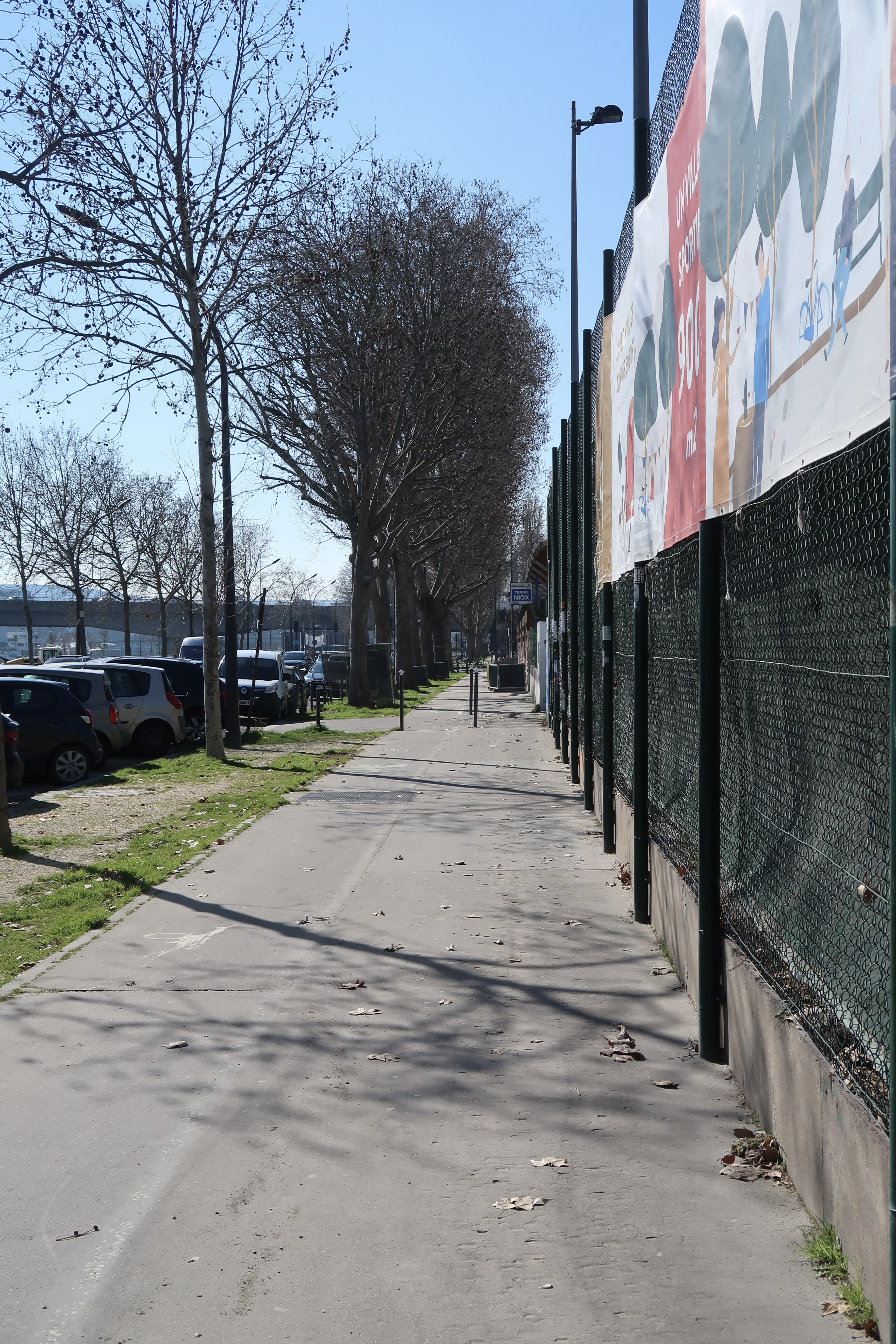
Le long du trinquet.

Cette voie, précédemment nommée quai du Point-du-jour, était une partie du « chemin de grande communication no 1 », situé autrefois sur le territoire de Boulogne-Billancourt, et qui fut annexé à Paris par décret du 3 avril 1925 et classé dans la voirie parisienne par un arrêté du 11 octobre 1932, entre le boulevard Murat et la limite de l'ancienne enceinte fortifiée.
Il prend son nom actuel par un arrêté 2 avril 1976 après s'être appelé « quai du Point-du-Jour ».

## Bâtiments remarquables et lieux de mémoire

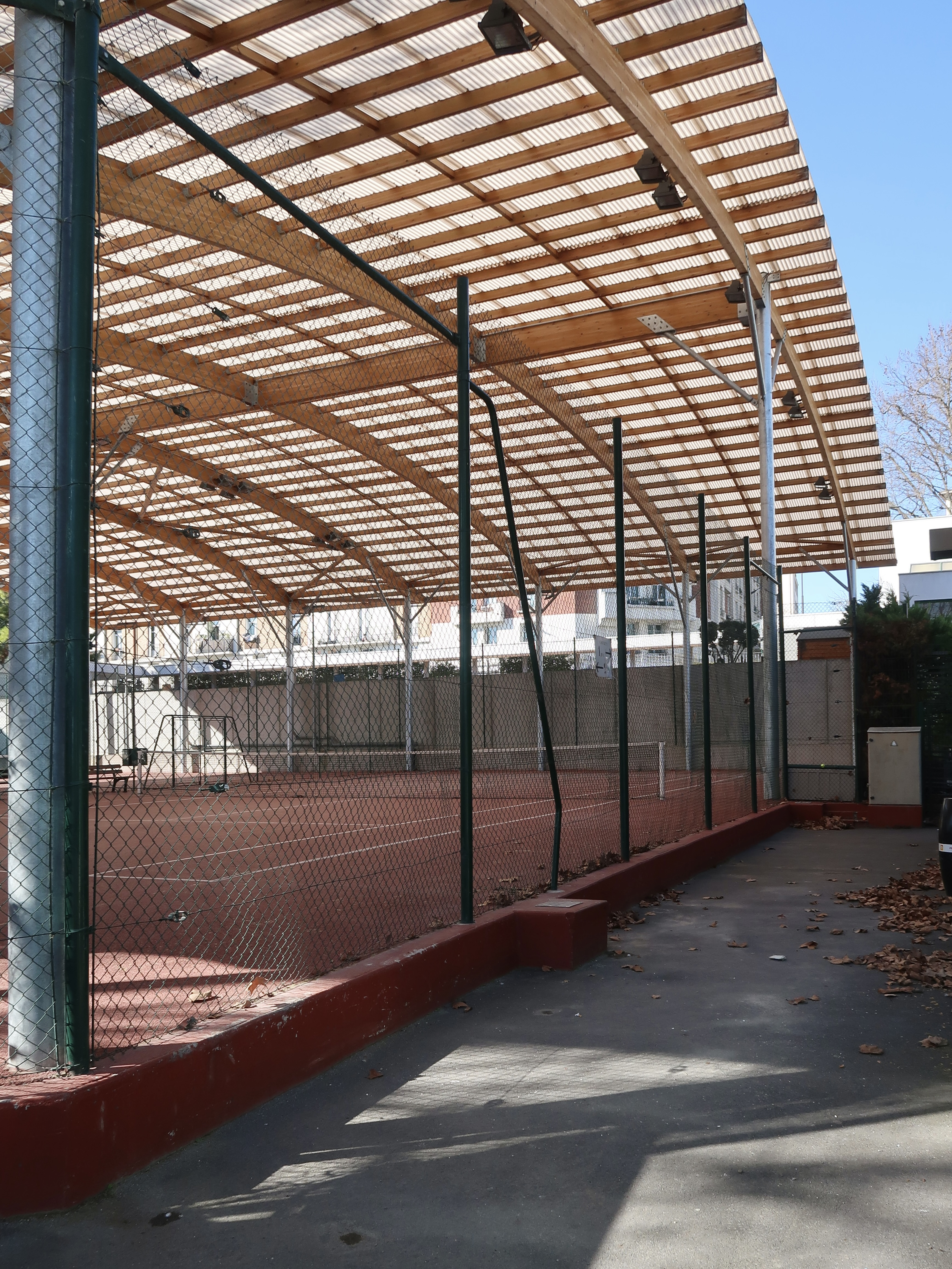
Club de tennis.

- No 8 : trinquet Chiquito de Cambo (pelote basque), grand fronton de Paris.
- No 12 : Tennis Niox (courts de tennis)[1].

## Dans la fiction

### Films
- Tout le monde debout de Franck Dubosc[2] ;
- SOOF 3 d'Anne de Clercq.